# Bang Khan (huyện)
Bang Khan (tiếng Thái: บางขัน) là một huyện (amphoe) của tỉnh Nakhon Si Thammarat, miền nam Thái Lan.

## Địa lý
Các huyện giáp ranh (từ phía bắc theo chiều kim đồng hồ) là Thung Yai và Thung Song của Nakhon Si Thammarat, Ratsada, Huai Yot và Wang Wiset của tỉnh Trang, và Lam Thap của tỉnh Krabi.

## Lịch sử
Huyện được lập làm tiểu huyện (King Amphoe) ngày 1 tháng 4 năm 1984, khi 3 tambon Bang Khan, Ban Lamnao và Wang Hin đã được tách ra từ huyện Thung Song. Ngày 9 tháng 4 năm 1992, tiểu huyện đã được nâng cấp thành huyện.

## Hành chính
Huyện này được chia thành 4 phó huyện (tambon), các đơn vị này lại được chia ra thành 60 làng (muban). Không có khu vực thành thị, có 3 Tổ chức hành chính tambon.
| \| STT \| Tên \| Tên tiếng Thái \| Số làng \| Dân số \| \| \| --- \| ---------- \| -------------- \| ------- \| ------ \| \| \| 1. \| Bang Khan \| บางขัน \| 18 \| 12.253 \| \| \| 2. \| Ban Lamnao \| บ้านลำนาว \| 16 \| 13.271 \| \| \| 3. \| Wang Hin \| วังหิน \| 13 \| 8.145 \| \| \| 4. \| Ban Nikhom \| บ้านนิคม \| 13 \| 6.829 \| \| | Map of Tambon |                |         |        |  |
| STT | Tên           | Tên tiếng Thái | Số làng | Dân số |  |
| 1. | Bang Khan     | บางขัน          | 18      | 12.253 |  |
| 2. | Ban Lamnao    | บ้านลำนาว       | 16      | 13.271 |  |
| 3. | Wang Hin      | วังหิน           | 13      | 8.145  |  |
| 4. | Ban Nikhom    | บ้านนิคม         | 13      | 6.829  |  |